# 兰斯·奥尔雷德
兰斯·科林·奥尔雷德（英語：Lance Collin Allred，1981年2月2日—），美国NBA联盟前职业篮球运动员。